# Di tích Vàm Nhựt Tảo
Di tích Vàm Nhựt Tảo nơi tiếp giáp giữa sông Vàm Cỏ Đông và sông Nhựt Tảo, nơi xảy ra trận hỏa hồng Nhựt Tảo vào năm 1861, ghi dấu chiến công đốt tàu L’Espérance (Hy Vọng) của anh hùng dân tộc Nguyễn Trung Trực.

## Vị trí
Quần thể Khu di tích Vàm Nhựt Tảo và Đền thờ Nguyễn Trung Trực tại ấp 2, xã An Nhựt Tân (nay là xã Tân Bình), huyện Tân Trụ, tỉnh Long An.

## Kiến trúc
Năm 2000, tỉnh Long An đã phê duyệt dự án trùng tu, tôn tạo khu di tích Vàm Nhựt Tảo.
Khu di tích được khởi công xây dựng vào năm 2003. Diện tích 6,2 ha với tổng vốn đầu tư khoảng 50 tỷ đồng.
Tối ngày 14 tháng 10 năm 2010, tổ chức lễ khánh thành khu di tích gồm các hạng mục như: Đền tưởng niệm, tượng đài Nguyễn Trung Trực, nhà trưng bày, nhà văn bia, công viên cây xanh,...

## Di tích Quốc gia
Ngày 28 tháng 6 năm 1996, Bộ Văn hóa – Thông tin (nay là Bộ Văn hóa, Thể thao và Du lịch) ban hành Quyết định số 1460/QĐ-VH xếp hạng Khu di tích Vàm Nhựt Tảo là di tích lịch sử – văn hoá quốc gia.

Đền tưởng niệm chính tại Khu di tích Vàm Nhựt Tảo

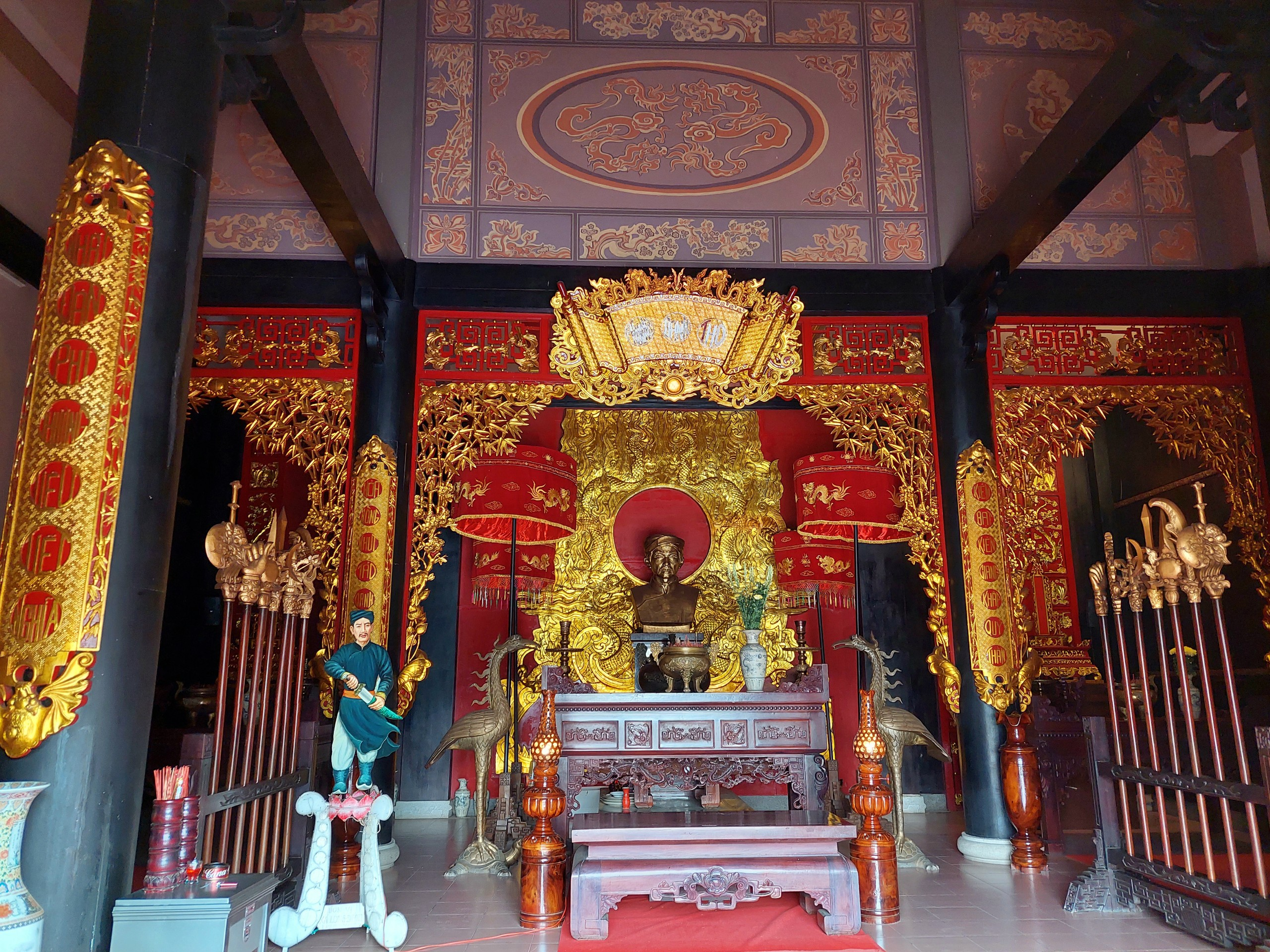
Gian thờ chính trong Đền tưởng niệm thuộc Khu Di tích Vàm Nhựt Tảo, thờ anh hùng Nguyễn Trung Trực